# آخي تكوماه
آخي تكوماه (بالعبرية: אח"י לויתן، البعث) هي ثالث وآخر غواصة إسرائيلية من فئة دولفين 1 المخصصة للبحرية الإسرائيلية. بُنيت آخي تكوماه في أحواض شركة نورد سي ويرك لبناء السفن في كيل بألمانيا وأُطلقت في 9 يوليو 1998، ودُشنت في 26 يوليو 2000.

## نظرة عامة
الغواصة مسلحة بستة أنابيب متعددة الأغراض عيار 533 مم لإطلاق الطوربيدات، وأربعة أنابيب متعددة الأغراض عيار 648 مم لإطلاق طوربيدات أكبر أو صواريخ أخرى مصممة لتُطلق من غواصة مثل هاربون (المضادة للسفن). يمكن لأنابيب الطوربيد الأكبر أيضاً إطلاق طوربيدات بشرية.
من المقرر استبدال الغواصات الثلاث الأولى من فئة (دولفين-1) من غير نظام الدفع الهوائي المستقل [الإنجليزية] بغواصات جديدة من فئة ديكار [الإنجليزية]، بدءًا من 2027.

## وصلات خارجية
- Israeli submarine Dolphin
- FAS: Israel: Submarines
- Dolphin class submarines cutaway diagram, Der Spiegel, 5 June 2012